# Donald Johnson
Donald James Johnson (* 9. září 1968, Bethlehem) je bývalý americký tenista. Byl specialistou na čtyřhru, v roce 2002 se stal světovou deblovou jedničkou v žebříčku ATP. V mužské čtyřhře vyhrál Wimbledon 2001 a hrál finále US Open 2001. V obou případech byl jeho spoluhráčem krajan Jared Palmer. V mixu vyhrál Wimbledon 2000 a hrál finále US Open 1999. Jeho partnerkou byla v obou finále Kimberly Poová. Ve dvouhře se mu příliš nedařilo, jeho grandslamovým maximem bylo 2. kolo a na žebříčku ATP 194. místo. Jedinkrát nastoupil za americký národní tým v Davis Cupu a prohrál. Na turnajích vydělal 2,3 milionu dolarů.